# Бесіда Ісуса Христа із Самарянкою

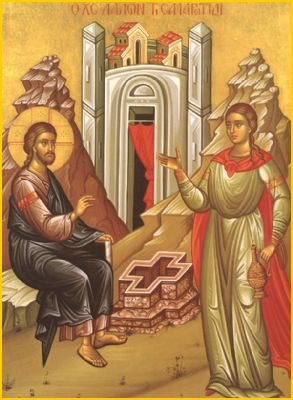
Photina, Samaritan woman, meets Jesus (Orthodox icon).

Бе́сіда Ісу́са Христа́ із Самаритянкою — це історія яка описана у Ів. 4:1–42.
Повертаючись з Юдеї в Галилею,Ісус Христос із Своїми апостолами йшов через Самарію, біля міста, яке називалося Сихар. Була криниця перед містом з південного боку, викопана, як свідчать перекази, патріархом Яковом.
Ісус Христос втомившись у дорозі, сів відпочити біля криниці. Це було в обід, Його учні пішли у місто, щоб купити там їжі.
Саме тоді до криниці підійшла самаритянка з міста, щоб набрати води.
Ісус Христос говорить їй: «Дай Мені напитися».
Слова Спасителя дуже здивували самаритянку. Вона сказала: «Як Ти, будучи юдеєм, просиш напитися в мене, самаритянки? Адже юдеї не знаються з самаритянами».
Господь сказав їй: «Якби ти знала дар Божий і Хто говорить тобі: дай Мені напитися, — то ти попросила б у Нього, і Він дав тобі води живої».
Спаситель назвав живою водою Своє Божественне вчення. Бо, як вода рятує спраглу людину від смерті, так і Його Божественне вчення рятує людину від вічної смерті і веде до вічного блаженного життя. А самаритянка подумала, що Він говорить про звичайну джерельну воду, яка у них називалася «живою» водою.
Жінка із здивуванням запитала Його: «Господи! Тобі й зачерпнути нема чим, а криниця глибока; звідки ж Ти маєш воду живу? Невже ти більший за отця нашого Якова, який дав нам криницю оцю і сам з неї пив, і діти його, і худоба його?»
|  | Ісус відповів і сказав їй: Кожен, хто воду цю п'є, буде прагнути знову. А хто питиме воду, що Я йому дам, прагнути не буде повік, бо вода, що Я йому дам, стане в нім джерелом тієї води, що тече в життя вічне. Ів. 4:13-14 |

Та самаритянка не збагнула цих слів Спасителя і сказала: «Господи, дай мені цієї води, щоб я не хотіла пити і не приходила сюди черпати.»
Ісус Христос, бажаючи, щоб самаритянка зрозуміла, про що говорить Він, спочатку звелів їй покликати до Нього її чоловіка. Говорить до неї Ісус: «Іди, поклич чоловіка свого та й вертайся сюди.»
Жінка ж сказала: «Не маю я чоловіка».
Тоді Ісус Христос сказав їй: «Правду сказала, що чоловіка не маєш, бо п'ять чоловіків мала, і той, кого маєш нині, не чоловік тобі; це ти правду сказала».
Самаритянка, вражена всевіданням Спасителя, Який викрив усе її гріховне життя, зрозуміла тепер, що розмовляє не з простою людиною. Вона зразу ж звернулася до Нього, щоб розв'язати давню суперечку між самаритянами та юдеями: чия віра правильніша і чия служба угодніша Богу: 
|  | Господи, бачу, що Ти пророк. Батьки наші поклонялися на цій горі ; а ви говорите, що місце, де належить поклонятися , знаходиться в Єрусалимі. |

Ісус Христос відповів їй: «Жінко, повір Мені, що надходить час, коли будете поклонятися Отцеві і не на горі цій, і не в Єрусалимі. Ви кланяєтеся тому, чого не знаєте, а ми кланяємося тому, що знаємо, бо спасіння — від юдеїв. Але прийде час, і нині вже є, коли справжні поклонники кланятимуться Отцеві духом та істиною, бо таких поклонників шукає Отець Собі. Бог є Дух, і тим, що поклоняються Йому, належить поклонятися духом та істиною». Тобто істинна і угодна Богу служба є така, коли люди поклоняються Отцеві Небесному не тільки тілом і не лише зовнішніми знаками й словами, а всією своєю сутністю — всією душею — істинно вірують у Бога, люблять і шанують Його і своїми добрими ділами та милосердям до ближніх виконують волю Божу.
Почувши нове вчення, самарянка сказала Ісусу Христу: «Знаю, що прийде Месія, званий Христос; коли Він прийде, сповістить нам усе», тобто навчить нас усього.
Тоді Ісус Христос сказав їй: «Це Я, що розмовляю з тобою».
У цей час повернулись учні Спасителя і здивувалися, що Він розмовляв з жінкою-самаритянкою. Але жоден з них не запитав Спасителя, про що Він говорив з нею.
Самарянка ж лишила свій глечик і поспішила в місто. Там вона почала говорити людям: «Ідіть, побачите Чоловіка, Який сказав мені про все, що я зробила: чи не Він Христос?»
І люди повиходили з міста та пішли до криниці, де був Христос. Тим часом учні просили Спасителя, кажучи: «Учителю, їж».
Та Спаситель сказав їм: «Я маю їжу, якої ви не знаєте». Учні стали говорити між собою: «Хіба хто приніс Йому їсти?»
Тоді Спаситель, пояснюючи їм, сказав: 
|  | Моя їжа є творити волю Того, Хто послав Мене, і звершити діло Його. Чи не кажете ви, що ще чотири місяці, і настануть жнива? А Я говорю вам: зведіть очі ваші і погляньте на ниви (і Господь вказав їм на самаритян — мешканців міста, які в цей час ішли до Нього), як вони пополовіли і готові до жнив (тобто як ці люди бажають бачити Спасителя Христа, з якою охотою готові слухати Його і прийняти Його). Хто жнець, той одержує нагороду і збирає плід у життя вічне, щоб і сівач, і жнець разом раділи. Бо про це є правдиве слово: один сіє, а інший жне. Я послав вас жати те, над чим ви не працювали: інші працювали, а ви ввійшли у їхню працю.Ів. 4:32–38 |

Багато самаритян, які прийшли з міста, увірували в Христа через слова жінки. Вони просили Спасителя побути у них. Він пішов до них і пробув там два дні та вчив їх.
За цей час ще більше самаритян увірувало в Нього. Вони потім казали тій жінці: «Вже не через твої слова віруємо, бо самі чули і знаємо, що Він істинно Спаситель світу, Христос».
З передання відомо, що самаритянка, яка вела бесіду з Христом біля Яковової криниці, весь останок життя свого присвятила проповіді Євангелія Христового. За проповідь віри Христової вона постраждала у 66 році вона була кинута мучителями у криницю. Свята Церква відзначає її пам'ять 20 березня (2 квітня н. ст.). Ім'я її св. мучениця Фотина (Світлана) самаритянка.